# پپ کلوت
پپ کلوت (انگلیسی: Pep Clotet؛ زادهٔ ۲۸ آوریل ۱۹۷۷) بازیکن سابق و سرمربی کنونی فوتبال اهل اسپانیا است.